# Бану Ухайдир
Бану’ль-Ухайдир (араб. بنو الأخيضر‎) — арабская династия, правившая в Ямаме (центральная Аравия) с 867 до середины XI века. Бану Ухайдир были Алидами, потомками пророка Мухаммеда, его дочери Фатимы и внука Хасана ибн Али, по вероисповеданию — шииты-зейдиты. Столицей эмирата была Хидрима, находившаяся недалеко от нынешнего города Эль-Хардж в Саудовской Аравии.

## Происхождение династии
Основатель династии — Мухаммед ибн Юсуф аль-Ухайдир — был потомком четвёртого «праведного» халифа Али ибн Абу Талиба в седьмом поколении:
- Абу’ль-Хасан Али ибн Аби-Талиб
- аль-Хасан ибн Али аль-Муджтаба
- аль-Хасан ибн аль-Хасан аль-Му’танна
- Абд-Аллах ибн Хасан аль-Камиль
- Муса ибн Абд-Аллах аль-Джаун
- Ибрахим ибн Муса
- Юсуф ибн Ибрахим аль-Ухайдир
- Мухаммад ибн Юсуф

## Правление в Ямаме

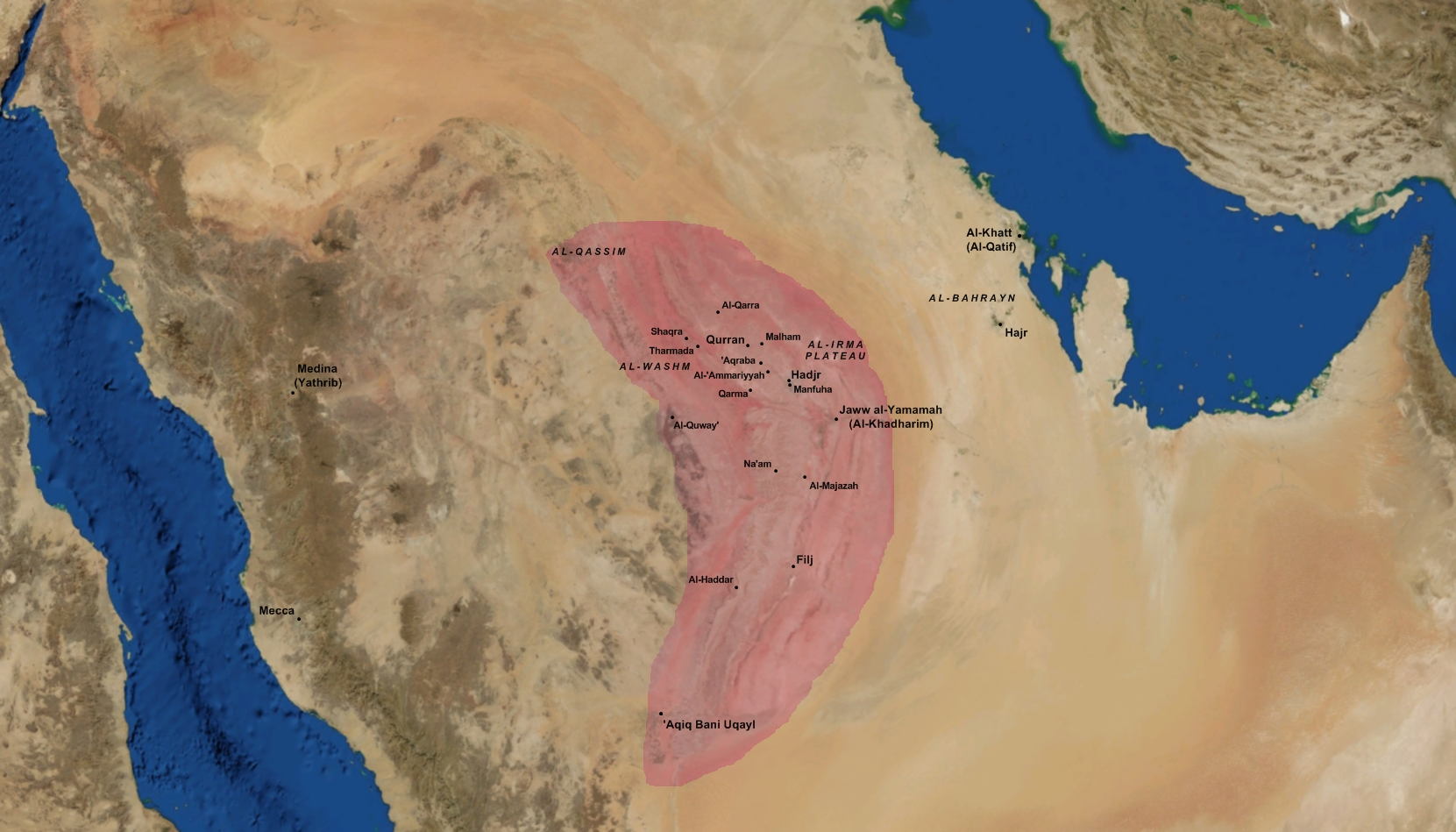
Ямама в ранний исламский период

Исмаил, брат Мухаммеда, в 865 году поднял восстание в Тихаме против Аббасидского халифата и временно оккупировал Мекку. После смерти Исмаила в 866 году Мухаммед начал разбойничать в Дарб-Зубайде (области вдоль дороги между Хиджазом и Ираком), но был разбит губернатором дороги Абу'с-Саджем Девдадом (впоследствии — родоначальник династии Саджидов в Азербайджане). Отступая от правительственных войск, он вместе со сторонниками направил свой путь в Ямаму, установив свой контроль над этой областью в 867 году.
Ямама в это время номинально входила в состав Аббасидского халифата, но центральное правительство в основном пренебрегало областью из-за её удалённости. За исключением редких рейдов правительственных войск, племена были самоуправляемыми. Когда Мухаммед отступил в Ямаму, он получил поддержку Бану Ханифа, крупнейшего племени в этой области, и создал независимый эмират.
Неизвестно, какая по площади территория Ямамы контролировалась Мухаммедом и его потомками: одни средневековые мусульманские историки говорят, что государство включало лишь Хидриму с окрестностями, в то время как другие распространяют владения эмирата далеко на север до Куррана.
Раннее правление Бану Ухайдир характеризуется стойкой экономической депрессией. Источники говорят, что тысячи жителей Йамамы эмигрировали в другие провинции Халифата для того, чтобы избежать потрясений. Обвиняли в этом Мухаммеда из-за его репрессивной политики, хотя массовая эмиграция из Ямамы началась за несколько лет до его прибытия.
Мухаммеду наследовал сын Юсуф, которого, в свою очередь, сменил его сын Исмаил. Исмаил заключил союз с могущественными карматами из соседней эль-Хасы. Он принимал участие в осаде эль-Куфы в 925 году, за что карматским лидером Абу Тахиром был назначен комендантом города. Отношения между союзниками вскоре испортились, и в 928 году Исмаил с несколькими членами своей семьи был убит в битве с карматами.
Исмаилу наследовал его брат Хасан. В это время эмират находился в подчинённом положении к карматам. После правления Ахмеда, сына Хасана, сведения о Бану Ухайдир практически исчезают из источников. Когда путешественник Насир Хосров посетил Ямаму в 1051 году, эмиры из Бану Ухайдир ещё правили здесь, но некоторое время спустя племя Бану Килаб овладело страной.

## Список правителей
- Мухаммед I, сын Юсуфа (с 867)
- Юсуф I, сын Мухаммеда I
- Исмаил I, сын Юсуфа I (до 928)
- Хасан I, сын Юсуфа I (c 928)
- Ахмед I, сын Хасана I
- Салах I, сын Юсуфа I
- Мухаммед II, сын Ахмеда I
- Джафар I, сын Ахмеда I
- Хасан II, сын Джафара I
- Мухаммед III, сын Джафара I
- Джафар II, сын Джафара I
- Карзаб I, сын Али, внук Джафара I (ок. 1051)